# Clyde, Texas
Clyde är en ort i Callahan County i delstaten Texas. Orten har fått sitt namn efter Robert Clyde. Clyde hade 3 713 invånare enligt 2010 års folkräkning. Ortens första tidning hette Clyde News. Clyde Enterprise utkom mellan 1912 och 1950, medan Clyde Journal grundades år 1972.